# 大映レコード
大映レコード（だいえい-）は、かつて存在した日本のレコードレーベルである。映画会社・大映が1967年3月に設立した「レコード室」が運営。1967年8月から1970年代初頭まで存在し、同社作品の主題歌や、同社の専属俳優が歌ったオリジナル曲を、主に世に送り出した。

## 概要
1967年3月、大映が新規事業として「レコード室」を設立。同年6月、テイチクと業務提携を結び、これにより製造及び販売をテイチクが行うことになった。
第1回新譜（1967年8月発売）は、勝新太郎が歌った「座頭市」（別題「座頭市の唄」）と、藤巻潤が歌った「若親分」。前者（レコード番号D-1）は「座頭市シリーズ」の主題歌、後者（レコード番号D-2）は「若親分シリーズ」の主題歌だった。
その後、「ガメラシリーズ」などの大映映画の主題歌や、田宮二郎、本郷功次郎、千波丈太郎、平泉征、江波杏子、渚まゆみ、姿美千子、三条魔子、渥美マリ、関根恵子などの大映専属俳優が吹き込んだオリジナル作品を中心に発売。また、藤巻潤が自身が出演していたTBS系テレビドラマ『ザ・ガードマン』の主題歌「ガードマンの歌」をこのレーベルから発売している。専属俳優以外にも、南州太郎、渥美清、松方弘樹、黒沢良などが同レーベルからレコードを出し、また、俳優との兼業以外にも八泉鮎子、麻里エチコ、間宮ひろし、ザ・トーイズ、ザ・スパッツ、久保内成幸とロマネスク・セブンなどの専属する歌手やグループを擁した。
当時の大映の新聞広告には、時折脇の方に、大映レコードの新譜案内が掲載されていた。
後に販売元が日本コロムビアに移動してからは、コロムビアの社章のツイン・ノーツの右に「Daiei RECORDS」のロゴが記される形になった。また、コロムビアが発売した混載盤に大映レコードの音源が収録されることがあったが、この場合はコロムビアレーベルが使われていた。
一例として、『テレビまんがヒットシリーズ 仮面ライダー／ガメラ・シリーズ』のコンパクト盤（規格番号：C-38）では、A面には『仮面ライダー』（毎日放送制作・NETテレビ系列）の主題歌『レッツゴー!! ライダーキック』（藤岡弘）・『仮面ライダーのうた』（藤浩一）（いずれも朝日ソノラマからの供給。原盤権は中央音楽出版とミリカ音楽出版）が、B面には大映レコード音源の『ガメラ・シリーズ』主題歌『ぼくらのガメラ』・『ガメラ・マーチ』（2曲とも大映児童合唱団）が収録されていた。
本体の大映は1971年に倒産、同時に、このレーベルも自然消滅したものと思われる。
なお、同じく1971年に、勝新太郎の「座頭市」「悪名 (河内音頭)」の2つのシングル盤が、テイチクレコードのレーベルが貼られたうえ、「テイチクレコード・大映レコード提供」といった形態で、かつての販売元のテイチクより再発売されている。

## ディスコグラフィ

### アルバム（12インチLP）
| 規格品番 | タイトル                          | アーティスト |
| -------- | --------------------------------- | ------------ |
| G-4001   |                                   |              |
| G-4002   | 何があなたをそうさせた            |              |
| G-4003   | 恐山                              | 村岡実       |
| G-4004   | 酒と女と夜の艶歌                  |              |
| G-4005   | 三大スターが歌う任侠歌謡          |              |
| G-4006   |                                   |              |
| G-4007   | 女は恋に生きてゆく                |              |
| G-4008   | 荒城の月                          | 村岡実       |
| G-4009   | 船と女と涙の艶歌                  |              |
| G-4010   |                                   |              |
| G-4011   |                                   |              |
| G-4012   |                                   |              |
| G-4013   |                                   |              |
| G-4014   |                                   |              |
| G-4015   | 恋仁義                            |              |
| G-4016   | 尺八世界のブルースを歌う          |              |
| G-4017   | 大日本帝国 なつかしの祝祭日唱歌集 |              |

## かつて所属していたアーティスト
- 渥美清
- 渥美マリ
- 江波杏子
- 勝新太郎
- 久保内成幸とロマネスク・セブン
- 黒沢良
- 三条魔子
- 姿美千子
- ザ・スパッツ
- 千波丈太郎
- 関根恵子
- 田宮二郎
- ザ・トーイズ
- 渚まゆみ
- 南州太郎
- 平泉征
- 藤巻潤
- 本郷功次郎
- 松方弘樹
- 間宮ひろし
- 麻里エチコ
- 八泉鮎子